# Округ Клеј (Северна Каролина)
Округ Клеј (енгл. Clay County) је округ у америчкој савезној држави Северна Каролина.

## Демографија
По попису из 2010. године број становника је 10.587, што је 1.812 (20,6%) становника више него 2000. године.
| Група             | 2000.         | 2010.          |
| Белци             | 8.536 (97,3%) | 10.080 (95,2%) |
| Афроамериканци    | 70 (0,8%)     | 64 (0,6%)      |
| Азијати           | 8 (0,1%)      | 24 (0,2%)      |
| Хиспаноамериканци | 73 (0,8%)     | 258 (2,4%)     |
| Укупно            | 8.775         | 10.587         |